# 더 레볼루션 (밴드)
더 레볼루션(The Revolution)은 미네소타주 미니애폴리스에서 결성되어 1979년 프린스에 의해 결성된 미국의 록 밴드다. 록 음악과 널리 연관되어 있지만, 밴드의 사운드에는 리듬 앤 블루스, 팝, 펑크, 그리고 사이키델리아 요소가 통합되었다. 더 레볼루션은 공식 해체 전 스튜디오 음반 2장, 사운드트랙 2장, 비디오 2장을 발매했었다. 그 밴드는 인종과 성별이 다양한 많은 멤버들로 알려져 있다.
더 레볼루션은 1980년대 중반 《Purple Rain》으로 국제적인 명성을 얻었고, 미국에서만 1,600만 장 이상의 음반을 팔았다. 이 밴드는 빌보드 200 음반(《Purple Rain》과 《Aound the World in a Day》) 2장을 달성했고, 빌보드 핫 100 차트에서 6개의 싱글 차트 1위를 차지했으며, 그래미 어워드를 3개 수상했다. 이 밴드는 1986년 영화 《체리 문》의 사운드트랙인 《Parade》를 지원했던 Hit n Run – Parade Tour 이후 공식적으로 해체되었다. 프린스는 2016년에 사망했고 그 후 밴드가 재결합 쇼를 발표했다.

## 음반
- 1999 (프린스의 음반)
- Around the World in a Day
- Purple Rain (음반)
- Parade (프린스의 음반)